# Natação nos Jogos Olímpicos de Verão de 2008 - 400 m livre feminino
A competição dos 400 metros livre feminino nos Jogos Olímpicos de Verão de 2008 aconteceram entre os dias 10 e 11 de agosto no Centro Aquático Nacional de Pequim.

## Medalhistas
| Ouro   | GBR Rebecca Adlington |
| Prata  | USA Katie Hoff        |
| Bronze | GBR Joanne Jackson    |

## Recordes
| Tipo | Atleta                  | Tempo   | Local     | Data                   | Ref |
| ---- | ----------------------- | ------- | --------- | ---------------------- | --- |
|      | ITA Federica Pellegrini | 4:01.53 | Eindhoven | 24 de março de 2008    | ver |
|      | USA Janet Evans         | 4:03.85 | Seul      | 22 de setembro de 1988 |     |

## Classificatória
| Pos. | Bateria | Nome                          | País               | Tempo   | Notas |
| ---- | ------- | ----------------------------- | ------------------ | ------- | ----- |
| 1    | 6       | Federica Pellegrini           | ITA Itália         | 4:02.19 | Q OR  |
| 2    | 6       | Rebecca Adlington             | GBR Grã-Bretanha   | 4:02.24 | Q     |
| 3    | 5       | Katie Hoff                    | USA Estados Unidos | 4:03.71 | Q     |
| 4    | 5       | Joanne Jackson                | GBR Grã-Bretanha   | 4:03.80 | Q     |
| 5    | 5       | Bronte Barratt                | AUS Austrália      | 4:04.16 | Q     |
| 5    | 5       | Coralie Balmy                 | FRA França         | 4:04.25 | Q     |
| 7    | 4       | Camelia Alina Potec           | ROU Romênia        | 4:04.55 | Q     |
| 8    | 4       | Laure Manaudou                | FRA França         | 4:04.93 | Q     |
| 9    | 4       | Otylia Jędrzejczak            | POL Polônia        | 4:05.50 |       |
| 10   | 4       | Linda Mackenzie               | AUS Austrália      | 4:05.91 |       |
| 11   | 6       | Stephanie Horner              | CAN Canadá         | 4:07.45 |       |
| 12   | 5       | Wendy Trott                   | RSA África do Sul  | 4:08.38 |       |
| 13   | 5       | Lotte Friis                   | DEN Dinamarca      | 4:08.47 |       |
| 14   | 6       | Kate Ziegler                  | USA Estados Unidos | 4:09.59 |       |
| 14   | 6       | Flavia Rigamonti              | ITA Itália         | 4:09.59 |       |
| 16   | 4       | Joerdis Steinegger            | AUT Áustria        | 4:09.72 |       |
| 17   | 6       | Melissa Corfe                 | RSA África do Sul  | 4:10.54 |       |
| 18   | 5       | Gabriella Fagundez            | SWE Suécia         | 4:11.40 |       |
| 19   | 4       | Savannah King                 | CAN Canadá         | 4:11.49 |       |
| 20   | 3       | Susana Escobar                | MEX México         | 4:11.99 |       |
| 21   | 3       | Monique Ferreira              | BRA Brasil         | 4:12.21 |       |
| 22   | 4       | Miao Tan                      | CHN China          | 4:12.35 |       |
| 23   | 4       | Erika Villaecija              | ESP Espanha        | 4:14.25 |       |
| 24   | 3       | Hoi Shun Stephanie Au         | HKG Hong Kong      | 4:14.82 |       |
| 25   | 6       | Jaana Ehmcke                  | GER Alemanha       | 4:15.15 |       |
| 26   | 5       | Mo Li                         | CHN China          | 4:15.50 |       |
| 27   | 3       | Eleftheria Evgenia Efstathiou | GRE Grécia         | 4:15.78 |       |
| 28   | 3       | Daria Belyakina               | RUS Rússia         | 4:16.21 |       |
| 29   | 1       | Boglarka Kapas                | HUN Hungria        | 4:16.22 |       |
| 30   | 3       | Lynette Lim                   | SIN Singapura      | 4:17.67 |       |
| 31   | 6       | Ai Shibata                    | JPN Japão          | 4:17.96 |       |
| 32   | 2       | Yanel Andreina Pinto Perez    | VEN Venezuela      | 4:18.09 |       |
| 33   | 2       | Nataliya Khudyakova           | UKR Ucrânia        | 4:18.34 |       |
| 34   | 3       | Cecilia Elizabeth Biagioli    | ARG Argentina      | 4:19.85 |       |
| 35   | 2       | Eva Lehtonen                  | FIN Finlândia      | 4:20.07 |       |
| 36   | 2       | Kristina Lennox-Silva         | PUR Porto Rico     | 4:20.17 |       |
| 37   | 2       | Jieun Lee                     | KOR Coreia do Sul  | 4:21.53 |       |
| 38   | 2       | Cai Lin Khoo                  | MAS Malásia        | 4:23.37 |       |
| 39   | 2       | Golda Marcus                  | ESA El Salvador    | 4:23.50 |       |
| 40   | 3       | Chin-Kuei Yang                | TPE Taipé Chinês   | 4:24.78 |       |
| 41   | 1       | Shrone Austin                 | SEY Seicheles      | 4:35.86 |       |
| 42   | 1       | Natthanan Junkrajang          | THA Tailândia      | DNS     |       |

## Final
| Pos.              | Raia | Nome                | País               | Tempo   | Notas |
| ----------------- | ---- | ------------------- | ------------------ | ------- | ----- |
| Medalha de ouro   | 5    | Rebecca Adlington   | GBR Grã-Bretanha   | 4:03.22 |       |
| Medalha de prata  | 3    | Katie Hoff          | USA Estados Unidos | 4:03.29 |       |
| Medalha de bronze | 6    | Joanne Jackson      | GBR Grã-Bretanha   | 4:03.52 |       |
| 4                 | 7    | Coralie Balmy       | FRA França         | 4:03.60 |       |
| 5                 | 4    | Federica Pellegrini | ITA Itália         | 4:04.56 |       |
| 6                 | 1    | Camelia Alina Potec | ROU Romênia        | 4:04.66 |       |
| 7                 | 2    | Bronte Barratt      | AUS Austrália      | 4:05.05 |       |
| 8                 | 8    | Laure Manaudou      | FRA França         | 4:11.26 |       |